# Flex詞法分析器
flex（快速詞法分析產生器）是一種詞法分析程式。它是lex的開放原始碼版本，以BSD許可證釋出。通常與GNU bison一同運作，但是它本身不是GNU計劃的一部份。

## 歷史
Vern Paxson於1987年以C語言寫作了flex。他參考了Jef Poskanzer為Ratfor寫作的詞法分析器。

## 外部連結
- 官方网站